# Landsat 2
Landsat 2 amerikai földmegfigyelő műhold.

## Küldetés
Célja, hogy a mezőgazdaság terméshozamát segítve jelezze az ásványi helyeket, az időjárási (vihar, hó, árvíz, tűz), a növényi betegségi, a vízben, tápanyagban szegény területeket.

## Jellemzői
Tervezője a NASA, kivitelezője a General Electric (GE), üzemeltetők a Belügyminisztérium (DOI) valamint US Geological Survey (USGS).
Megnevezései: Landsat–2; Landsat B; ERTS–2; ERTS–B (Earth Resources Technology Satellite); COSPAR: 1975-004A; Kódszáma: 7615.
1975. január 22-én a Vandenberg légitámaszpontból, az LC–2W (LC–Launch Complex) jelű indítóállványról egy Thor-Delta 2910 (598/D107) hordozórakétával állították alacsony Föld körüli pályára (LEO = Low-Earth Orbit). Az orbitális pályája 103,18 perces, 99,1 fokos hajlásszögű, elliptikus pálya perigeuma 901 kilométer, az apogeuma 917 kilométer volt.
Tömege 953 kilogramm. A kamerákat összefogó test egy keskeny henger (átmérője 1,6 méter), melyre kúpos csővázon (legnagyobb magassága 3,1 méter) helyezték el a napelemeket (fesztávolsága 3,4 méter), a működést biztosító berendezéseket, üzemanyagtartályt, antennákat, a telemetria (azonnali, illetve mágnesszalagról biztosított képtovábbítás) berendezést, a helyzetstabilizáló egységet. Három tengelyesen stabilizált űreszköz. A stabilizálást, pályakorrekciók lehetőségét gázfúvókák biztosították. Az űreszköz két kamerával, három RBV (Return Beam Vidicon) és egy négysávos MSS (Multi Spectral Scanning) kamerával fényképezte a pályasíkjába eső amerikai területeket. Pályasíkja alapján 18 naponként készített ismétlődő felvételeket. Fényképeit összehasonlították a NASA egyéb műholdjainak felvételeivel, valamint repülőgépes felvételeivel. Az űreszközhöz, csuklós felfüggesztéssel napelemeket rögzítettek, biztosítva a Nap felé fordulást, éjszakai (földárnyék) energia ellátását nikkel-kadmium akkumulátorok biztosították.
1981. január 22-én szolgálatát befejezte. A légkörbe történő belépésének ideje ismeretlen.

## Külső hivatkozások
- Landsat–2. lib.cas.cz. [2013. október 13-i dátummal az eredetiből archiválva]. (Hozzáférés: 2014. március 21.)
- Landsat–2. nasa.gov. (Hozzáférés: 2014. március 21.)
- Landsat–2. astronautix.com. (Hozzáférés: 2014. március 21.)
- Landsat–2. astronautix.com. (Hozzáférés: 2014. március 21.)
- Landsat–2. usgs.gov. [2013. augusztus 27-i dátummal az eredetiből archiválva]. (Hozzáférés: 2014. március 21.)